# Lugnacco
Lugnacco (piemontiul: Lugné) település Olaszországban, Lombardia régióban, Torino megyében. Lakosainak száma 353 fő (2018. január 1.). Lugnacco Alice Superiore, Castellamonte, Castelnuovo Nigra, Fiorano Canavese, Meugliano, Parella, Pecco, Quagliuzzo és Vistrorio községekkel határos.

## Népesség
A település népességének változása:

| 2017 | 349 |
| 2018 | 353 |